# Virkkurivier
Virkkurivier (Zweeds – Fins: Virkkujoki) is een rivier annex beek, die stroomt in de Zweedse  gemeente Kiruna. De rivier ontstaat in een vallei tussen twee bergen, waarvan de meest zuidelijke de Gutnjulberg is. Ze stroomt naar het noordoosten en belandt in de Könkämärivier. Ze is  circa 17 kilometer lang.
Afwatering: Virkkurivier → Könkämärivier →  Muonio → Torne → Botnische Golf